# Heartache Avenue
Heartache Avenue is de debuutsingle van The Maisonettes. Het is afkomstig van hun enige album Maisonettes for sale. The Maisonettes was een muziekgroep rondom City Boy-zanger Lol Mason. Het is dan ook niet verwonderlijk dat The Maisonettes met Heartache Avenue een hit scoorden in de landen waar ook City Boy het redelijk goed deed. Behalve in thuisland Engeland, waren dat de landen Nederland, België en Duitsland.
In de genoemde landen bleef Heartache Avenue vaak een eendagsvlieg, maar als de hitlijsten voldoende ruimte gaven wilde This affair ook nog weleens een notering halen.
The Maisonettes had naast vaste leden Mason en Tibenham uitsluitend musici op afroep. Twee daarvan, de zangeressen Denise Ward en Elaine Williams zongen nog niet op het origineel van Heartache Avenue mee, maar stonden wel op de singlehoes.
Het platenlabel Ready Steady Go! was van muziekproducent David Virr; hij zocht de titel uit een stapel demo’s.
De Nederlands/Franse zanger Dave nam onder Boulevard des sans amour een cover van dit nummer op.

## Hitnotering
In het Verenigd Koninkrijk haalde het in twaalf weken notering de zevende plaats.

### Nederlandse Top 40
| Positie: | 34 | 22 | 18 | 13 | 12 | 24 | 34 | 40 | uit |

### NederlandseMega Top 50
| Positie: | 33 | 30 | 17 | 16 | 16 | 20 | 30 | uit |

### BelgischeBRT Top 30
| Positie: | 15 | 21 | 9 | 9 | 23 | 30 | uit |

### VlaamseUltratop 50
| Positie: | 16 | 12 | 10 | 8 | 19 | 26 | 37 | uit |

### NPO Radio 2 Top 2000
Heartache Avenue stond alleen in 1999 in de NPO Radio 2 Top 2000, op plek 1798.